# فرودگاه صحرایی هالیبورتن
فرودگاه صحرایی هالیبورتن (به انگلیسی: Halliburton Field (airport)) (به زبان بومی: Duncan Municipal Airport) یک فرودگاه همگانی بهره‌برداری هوایی با کد یاتا DUC است که یک باند فرود بتن دارد و طول باند آن ۲۰۲۷ متر است. این فرودگاه در شهر اوکلاهامت کشور ایالات متحده آمریکا قرار دارد و در ارتفاع ۳۳۹ متری از سطح دریا واقع شده‌است.